# Marinos Carburis
Marinos Carburis, in greco Μαρίνος Χαρβούρης, in italiano Marino Carburi (Argostoli, 1729 – Lixouri, 19 aprile 1782), è stato un ingegnere greco.
È noto per aver realizzato un'eccezionale impresa ingegneristica: il trasporto per 6 km dell'enorme monolito di granito (ca. 1200 ton) usato come basamento per il monumento a Pietro il Grande a San Pietroburgo, detto "Il cavaliere di bronzo".

## Biografia
Nacque ad Argostoli in Cefalonia, quando l'isola era governata dalla Repubblica di Venezia, figlio di Demetrio Carburi e fratello del fisico Giovanni Battista (1722-1801?) e del chimico Marco (1731-1808).
Si laureò in ingegneria all'Università di Bologna. In seguito si specializzò in ingegneria militare a Vienna. Dopo aver lavorato per l'esercito austro-ungarico, su raccomandazione del suo connazionale Pëtr Ivanovič Melissino fu chiamato in Russia dalla zarina Caterina II la Grande. Diventò commissario generale dell'esercito zarista per la costruzione di edifici e altre opere militari.
Quando Caterina II decise di costruire a San Pietroburgo un grande monumento a Pietro il Grande, usando come basamento un'enorme roccia situata a circa 6 km dal golfo di Finlandia, molti ingegneri russi non riuscirono a risolvere il problema del trasporto verso San Pietroburgo per l'enorme peso della roccia, stimato in ca. 1500 tonnellate, ma Carburis ideò un ingegnoso sistema con il quale si disse disposto a tentare l'impresa.

### Il trasporto della "Pietra Tuono"

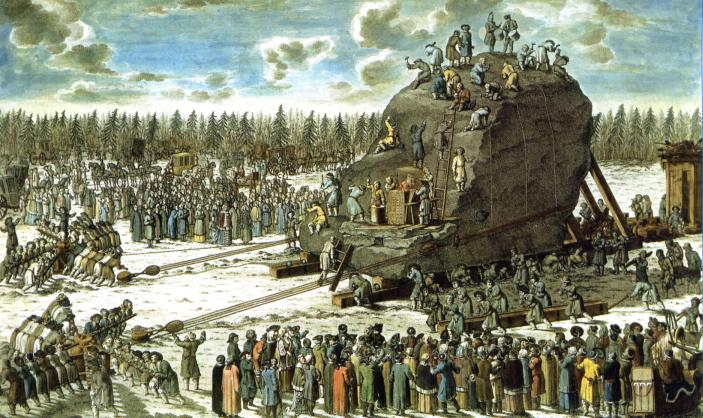
Il trasporto della Pietra Tuono in un disegno dell'epoca.

L'enorme roccia, chiamate "Pietra Tuono" in quanto si diceva fosse stata staccata da un fulmine, era conficcata nel terreno per diversi metri e fu già molto difficile estrarla, tramite un complesso sistema di gru e verricelli. Fu costruita una grande piattaforma posta su binari in bronzo lunghi 100 metri, sorretta da sfere di bronzo del diametro di 13,5 cm. Tramite due grandi argani, ciascuno azionato da 32 uomini, la roccia veniva trainata fino al termine dei binari, che poi venivano spostati più avanti di altri 100 metri. Nel frattempo molti scalpellini e tagliatori lavoravano il masso per dargli la forma voluta dall'architetto. Erano impegnati in totale oltre 400 uomini. Al ritmo di 150 metri al giorno, considerando alcuni periodi di sosta la pietra raggiunse il mare dopo nove mesi. Fu poi issata su una grande chiatta, sostenuta e trainata da due grandi navi militari, per altri 16 km fino a San Pietroburgo.
Carburis si sposò in Russia con la greca Helena Chryssoskouleou, dalla quale ebbe due figli: Giorgio e Sofia. Dopo la morte della moglie lasciò la Russia con i figli, ma durante il viaggio in mare la nave affondò e il figlio Giorgio, di 11 anni, perse la vita. Con la figlia superstite Sofia si stabilì a Parigi, dove viveva un suo fratello. A Parigi si risposò con una francese ma nel 1779 tornò nella sua isola natale di Cefalonia assieme ad un francese che diventò suo socio. Acquistarono una grande tenuta agricola a Lixouri, in cui venivano coltivati con nuovi metodi il cotone e la canna da zucchero. Il 19 aprile 1782 la tenuta fu devastata da una banda di rapinatori provenienti dalla penisola greca di Maina, che uccisero Carburis, il suo socio francese e tutto il personale.
Nel 1777 scrisse un libro in cui venivano indicati nuovi metodi per la soluzione dei grandi problemi di trasporto.